# Pompéu
Pompéu là một đô thị thuộc bang Minas Gerais, Brasil. Đô thị này có diện tích 2557,734 km², dân số năm 2007 là 28393 người, mật độ 11,9 người/km².